# Art of Dying (группа)
Art of Dying — канадская рок-группа, основанная в 2004 году. Основное направление, в котором играет группа — альтернативный рок, за своё существование также исполняли альтернативный метал, хард-рок и пост-гранж.

## История
Группа была образована в 2004 году вокалистом Джонни Гетерингтоном и гитаристом Грегом Брэдли.
1 декабря 2009 года, было объявлено, что группа подписала контракт с лейблом Intoxication/Reprise Records, основанный Дэвидом Дрейманом и Дэном Донеганом из Disturbed. Альбом продюсировал Говард Бенсон и был миксован Крисом Лорд-Элгом. Vices and Virtues был выпущен 22 марта 2011 года.
Art Of Dying гастролировали почти непрерывно в поддержку альбома. В дополнение к хэдлайнерам и сохедлайнерам клубных шоу, группа была отмечена на нескольких из крупнейших фестивалей хард-рока и тяжелого металла в стране. Они были на 1-м и 2-м ежегодном Avalanche Tours в 2011 и 2012 годах, хэдлайнерами Stone Sour и Shinedown, соответственно. Они также выступали на Rockstar’s 2011 Uproar Festival, хэдлайнерами Avenged Sevenfold. Группа выступила на Rock on The Range, Carolina Rebellion, и на 48 Hours Fest в 2011 году.
24 апреля 2012 года был выпущен полный акустический альбом Let the Fire Burn.
В конце 2012 года Art Of Dying приступили к записи нового альбома.

## Состав
Текущий
- Jonny Hetherington — вокал (с 2004 года)
- Jeff Brown — ударные (с 2008 года)
- Cale Gontier — бас-гитара (с 2008 года)
- Tavis Stanley — гитара (с 2008 года)

Бывшие участники
- Chris Witoski — гитара (2005—2008)
- Matt Rhode — бас (2005—2008)
- Flavio Cirillo — ударные (2005—2008)
- Greg Bradley — соло-гитара (2004—2015)

Временная шкала

## Дискография

### Студийные альбомы
- 2007 — Art of Dying
- 2011 — Vices and Virtues
- 2012 — Let the Fire Burn (Acoustical Compilation)
- 2015 — Rise Up
- 2016 — Nevermore
- 2019 — Armageddon

### Синглы
| Год  | Песня                              | Пиковые позиции в чартах | Пиковые позиции в чартах | Пиковые позиции в чартах | Пиковые позиции в чартах | Альбом            |
| Год  | Песня                              | CAN Rock                 | US Alt                   | US Main                  | US Rock                  | Альбом            |
| ---- | ---------------------------------- | ------------------------ | ------------------------ | ------------------------ | ------------------------ | ----------------- |
| 2007 | «Get Through This»                 | -                        | -                        | -                        | -                        | Art of Dying      |
| 2011 | «Die Trying»                       | 18                       | 40                       | 6                        | 21                       | Vices and Virtues |
| 2011 | «Get Thru This»                    | 43                       | -                        | 18                       | 34                       | Vices and Virtues |
| 2012 | «Sorry»                            | 19                       | -                        | 15                       | 37                       | Vices and Virtues |
| 2013 | «Raining» (featuring Adam Gontier) | 31                       | -                        | 10                       | -                        | Vices and Virtues |
| 2015 | «Rise Up» (featuring Dan Donegan)  | 33                       | 67                       | 12                       | -                        | Rise Up           |

## Музыкальные клипы
| Название           | Год  | Режиссёр       |
| ------------------ | ---- | -------------- |
| «Get Through This» | 2007 | Неизвестен     |
| «Completely»       | 2007 | Неизвестен     |
| «I Will Be There»  | 2008 | Неизвестен     |
| «Die Trying»       | 2011 | Неизвестен     |
| «Get Thru This»    | 2011 | Неизвестен     |
| «Sorry»            | 2013 | Неизвестен     |
| «Raining»          | 2013 | Неизвестен     |
| «Breathe Again»    | 2013 | Неизвестен     |
| «Rise Up»          | 2015 | Chad Archibald |